# Вишивка гладдю

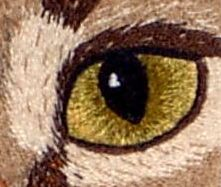
Вишивка гладдю.

Ви́шивка гла́ддю — один із видів народного декоративного мистецтва; орнаментальне або сюжетне зображення на тканині, шкірі, виконане різними ручними або машинними швами; один із найпоширеніших видів ручної праці українських жінок і, зокрема, дівчат. Вишивку вживають в українському народному побуті передусім на предметах одягу, в основному на жіночих і чоловічих сорочках, вишиванках, рушниках, серветках, скатертинах, картинах.
Головне — знайти або створити власноруч малюнок та підібрати гармонійно кольори.